# Megapogon villosus
Megapogon villosus är en svampdjursart som beskrevs av Jenkin 1908. Megapogon villosus ingår i släktet Megapogon och familjen Achramorphidae. Inga underarter finns listade i Catalogue of Life.